# ربنگا د کامپس
ربنگا د کامپس (به اسپانیایی: Revenga de Campos) یک شهرستان در اسپانیا است که در استان پالنسیا واقع شده‌است.

## خصوصیات
ربنگا د کامپس ۲۲ کیلومترمربع مساحت و ۱۷۹ نفر جمعیت دارد.